# 上本町 (鹿児島市)
上本町（かみほんまち）は、鹿児島県鹿児島市の町。郵便番号は892-0818。人口は1,162人、世帯数は680世帯（2020年4月1日現在）。
1967年（昭和42年）に恵美須町の全域、車町の一部、和泉屋町の一部、下竜尾町の一部、長田町の一部より設置された町である。同年より全域で住居表示を実施している。本項では1967年（昭和42年）の住居表示実施による町の再編により町の全部が廃止され、上本町の一部となっている恵美須町（えびすちょう）、車町（くるままち）についても記述する。
上本町の前身にあたる恵美須町は中世の鹿児島の城下町として初めて成立した町であり、「上本町」という町名はそれに由来する。

## 地理
鹿児島市の中部、稲荷川の下流域に位置する。町域の北方には大竜町、下竜尾町、南方には小川町、浜町、東方には柳町、西方には長田町にそれぞれ接している。
鉄道は町域の南端を鹿児島本線が通り、浜町との境界上に鹿児島駅（住所上は浜町）が所在している。道路は町域の北端を国道10号が東西に、町域の中央を鹿児島県道25号鹿児島蒲生線が南北に通っている。

### 町名の由来
上本町という町名は中世の島津氏の居城であった内城（現在の鹿児島市立大龍小学校の位置に所在）の城下町である『上町』の発祥の地であることに由来する。

## 歴史
現在の上本町は1889年（明治22年）の市制施行時の恵美須町の全域、和泉屋町の一部、車町の一部、下竜尾町の一部、長田町の一部にあたる。

### 前史

#### 城下町の興りから江戸時代まで
上本町の前身となる恵美須町、車町は地名としては江戸時代より見え、薩摩国鹿児島郡鹿児島城下上町（かんまち）のうちであった。恵美須町は上町の始まりの町とも呼ばれており、島津氏の居城である清水城（1341年築城）、内城（1550年築城）が築城され、恵美須町の区域が内城の城下の中心であった室町時代から戦国時代末期にかけての時期に成立したとみられている。恵美須町は「戎町」や「夷町」とも書かれた。
薩摩藩の国学者である白尾国柱によって著された「倭文麻環」によると恵美須町は「鹿児島市中の元始は、恵美須町なり」と記載されており、内城が築城された際に成立した町であり、上町では一番初めに成立した町である。恵美須町には港があり漁民が多く住んでいたほか、魚市やそれらに関連する納屋が置かれ活況を呈した。
恵美須町の成立後にさらに城下町が拡張されたことにより、恵美須町に次いで車町が成立した。車町は恵美須町を囲っていた廓の一部を割いて成立したことから「廓町」とも書かれたと記載されている。車町には上町の町会所及び火見櫓が置かれた。
江戸時代になると、島津氏の居城は内城から鹿児島城（鶴丸城）に移り、それに伴って恵美須町に置かれていた魚市場を中町に移転すると次第に衰退した。

#### 明治時代から住居表示実施まで
明治時代前期は恵美須町、車町ともに平民が多く住んでおり、町人街であった。また車町には小学校として小坂小学（のちに若宮・竜尾・滑川各小学校と共に統合された）が置かれ、戸長役場も置かれていた。
1888年（明治21年）に公布された市制（明治21年法律第1号）に基づき、1889年（明治22年）2月2日に官報に掲載された「 市制施行地」（内務省告示第1号）によって鹿児島が市制施行地に指定された。3月5日には鹿児島県令第26号によって鹿児島郡のうち50町村が市制による鹿児島市の区域と定められ、4月1日に市制が施行されたのに伴い、鹿児島郡50町村（山下町、平之馬場町、新照院通町、長田町、冷水通町、上竜尾町、下竜尾町、池之上町、鼓川町、稲荷馬場町、清水馬場町、春日小路町、車町、恵美須町、小川町、和泉屋町、浜町、向江町、栄町、柳町、易居町、中町、金生町、東千石馬場町、西千石馬場町、汐見町、泉町、築町、生産町、六日町、新町、松原通町、船津町、呉服町、大黒町、堀江町、住吉町、新屋敷通町、加治屋町、山之口馬場町、樋之口通町、薬師馬場町、鷹師馬場町、西田町、上之園通町、高麗町、下荒田町、荒田村、西田村、塩屋村）の区域より鹿児島市が成立した。恵美須町、車町はそれぞれ鹿児島市の町となった。1935年（昭和10年）に恵美須町から鹿児島駅までの街路の改良事業が行われた。
第二次世界大戦中の1945年（昭和20年）7月27日には、アメリカ軍の爆撃機によって鹿児島駅周辺一帯に対しての爆撃が行われ、鹿児島駅に停車中の列車に爆弾が直撃したほか、車町、恵美須町、和泉屋町に加え、近隣の柳町にも被害が及び死者420名、負傷者650名を出す惨事となった（鹿児島大空襲）。

### 住居表示の実施と上本町の設置以降

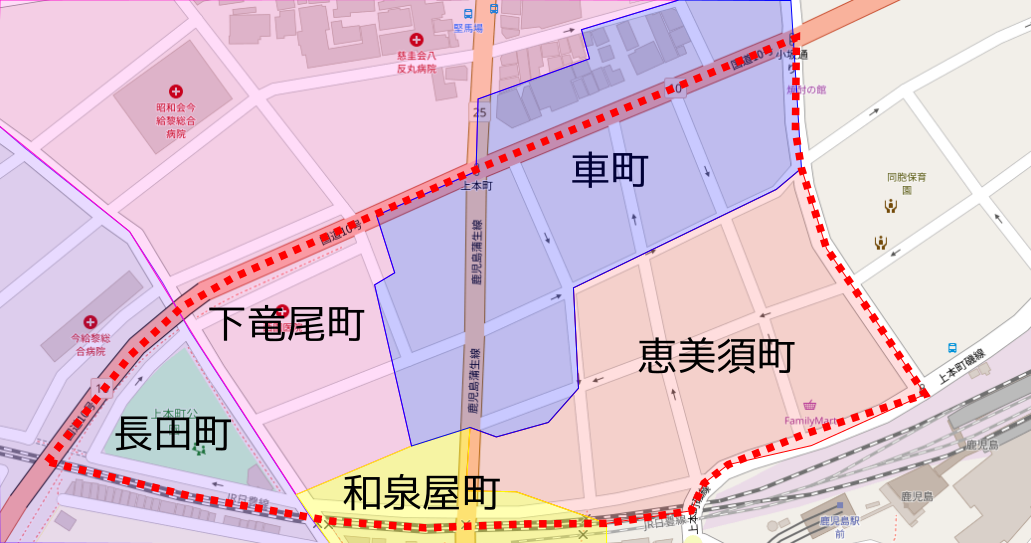
赤の破線の区域が現在の上本町の区域。
ピンク色が下竜尾町、赤色が恵美須町、黄色が和泉屋町、青色が車町、紫色が長田町。

1962年（昭和37年）に住居表示に関する法律が施行されたのに伴い、鹿児島市は鹿児島市街地域の住居表示に着手した。1967年（昭和42年）11月1日に上町地区の一部において住居表示が実施され、住居表示の実施に伴い町の再編が行われた。これに伴って恵美須町の全域、和泉屋町の一部、車町の一部、下竜尾町の一部、長田町の一部より新たに「上本町」が設置され、車町の残余部は新たに設置された大竜町の一部となった。これにより恵美須町、車町、和泉屋町が廃止された。

### 町域の変遷
| 分割・統合実施後 | 分割・統合実施年   | 分割・統合実施前                       |
| ---------------- | ------------------ | -------------------------------------- |
| 上本町（全域）   | 1967年（昭和42年） | 恵美須町（全域）                       |
| 上本町（全域）   | 1967年（昭和42年） | 和泉屋町（鹿児島本線以北）             |
| 上本町（全域）   | 1967年（昭和42年） | 下竜尾町（国道10号以南）               |
| 上本町（全域）   | 1967年（昭和42年） | 長田町（国道10号以南、鹿児島本線以北） |
| 上本町（全域）   | 1967年（昭和42年） | 車町（国道10号以南）                   |
| 大竜町（一部）   | 1967年（昭和42年） | 車町（国道10号以北）                   |

## 施設

### 公共
- 上本町公民館
- 上本町公園
- 恵美須公園

### 寺社
- 金毘羅教秋葉神社[23]
- 樹心寺

## 教育

### 小・中学校の学区
市立小・中学校に通う場合、学区（校区）は以下の通りとなる。
| 町丁   | 番・番地 | 小学校               | 中学校               |
| ------ | -------- | -------------------- | -------------------- |
| 上本町 | 全域     | 鹿児島市立大龍小学校 | 鹿児島市立長田中学校 |

## 交通

### 道路
一般国道
- 国道10号

主要地方道
- 鹿児島県道25号鹿児島蒲生線

### 鉄道
町域の南端にあたる小川町、浜町の境界上を九州旅客鉄道の鹿児島本線が通る。町域の南東端には鹿児島駅（住所上は浜町）がある。

## 著名な出身者

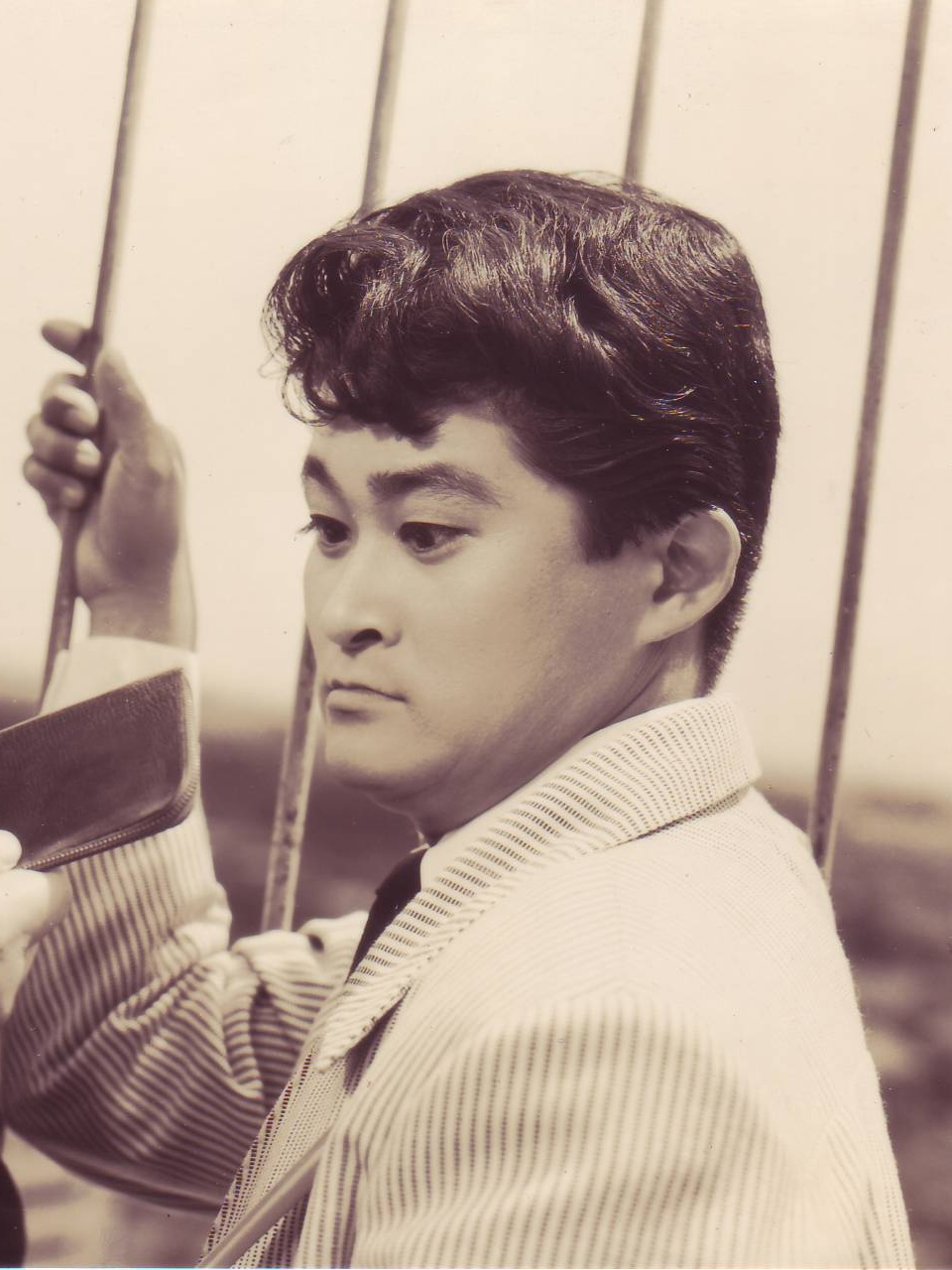
フランキー堺

- フランキー堺（1929年 - 1996年）
車町出身[25]。コメディアン、俳優、ジャズドラマー、司会者であり、1957年（昭和32年）に映画「幕末太陽伝」でブルーリボン賞を、1958年（昭和33年）にはドラマ「私は貝になりたい」で芸術祭文部大臣賞を受賞した[25]。1994年（平成6年）には紫綬褒章を受章した。